# Evijärvi
Evijärvi ist eine Gemeinde in der Landschaft Südösterbotten im Westen Finnlands.

## Dörfer
Zur Gemeinde gehören die Orte Evijärvi, Haapajärvi, Inankyä (Enankylä), Jokikylä, Kerttuankylä, Kivijärvi, Lahdenkylä, Sydänmaa und Särkikylä.

## Gemeindepartnerschaften
Evijärvi unterhält Gemeindepartnerschaften mit den Orten Örnsköldsvik in Schweden, Pudosch in Russland und seit 1990 mit Vändra in Estland.